# Dapsy-ház (Miskolc)
A Dapsy-ház Miskolcon, a Széchenyi utca 66. szám alatt áll. 1892-ben épült fel Dapsy Sándor kereskedő megbízásából.

## Története
A telek tulajdonviszonyiról 1817-ból van korai adat, miszerint Bükk László tulajdona volt, és ekkor még valószínűleg beépítetlen volt. Nem tudni, Dapsy Sándor bőrkereskedő mikor vásárolta meg a területet, mikor épített rá földszintes házat, de azt lehet tudni, hogy 1874-ben kérvényezte a város építési bizottságától, hogy a házat az udvar felé egy kis lakással bővíthesse. Érdekesség, hogy a bizottság elnöke az a Rácz György udvari tanácsos volt, akinek a fivére, Rácz József volt a házszomszéd, és aki csak bizonyos kötöttségek betartása mellett járult hozzá a bővítéshez. 1887-ben ismét építési munkálatok folytak az udvari részen, valószínűleg ekkor alakították ki a keleti szárnyban a tímárműhelyt. Dapsy Sándor 1890-ben ismét kérvényt nyújtott be a bizottsághoz, miszerint emeletet szeretne húzni a házra. A bizottság megállapította, hogy „az épület alapfalai elegendő szilárdaknak találtattak arra, hogy az emelet falait hordozhassák”, így a ráépítést engedélyezték. A tervek 1892-es dátummal maradtak fenn, de a tervező és az építész személye nem ismert. Az emeletráépítés, amellyel kialakult az épület mai kinézete, az utcai épületrészt és mindkét oldali szárnyépületet érintette, és több új lakás jött létre. Dapsy itt rendezte be otthonát, a földszinten, a kocsibejáró két oldalán helyezkedtek el az üzletek, amelyekbe néhány lépcsőn lehetett bejutni, az udvari szárny(ak)ban pedig műhelyek működtek. Egy 1926-os, az üzleteket érintő átalakítás során az üzletszintet lesüllyesztették az utca szintjére, így a bejárati lépcsőket megszüntették, valamint üzletportált alakítottak ki. Az eltelt időben az udvari részt is bővítgették, a szárnyépületek szokatlanul keskeny és hosszú udvart zártak közre, és a Szinva felé gyakorlatilag bezáródtak. A 20. században többször is változott az épület tulajdonosának kiléte, de az üzletek egészen az 1960-as évek végéig „bőrös” boltok maradtak, bár a keleti oldali üzletben a '70-es évek elején már Patyolat-fiók volt.
Az épület részben megosztott üzlethelyiségei közül (2018 végén) a nyugati oldaliban divatárubolt működött, a keleti oldaliak bérlőre vártak, az időközben beépített kapubejáróban pedig sörözőt alakítottak ki. Az udvari szárnyakban különböző vállalkozások helyezkednek el.

## Leírása
Az egyemeletes épület főutcai homlokzata szimmetrikus, 2+1+2 tengelyes, nyeregtetős. A szimmetriatengelyben helyezkedik el a kosáríves kocsibejáró, két oldalán kúp alakú kő kerékvetővel (a bejárót sörözővé alakították, és valószínűleg ekkor eltűntek a kerékvetők is). Két oldalt helyezkednek el az üzlethelyiségek, félköríves záródású bejáratokkal. A földszinti rész erőteljes vakolatkváderes kialakítást kapott, de az üzletportálok ezt már eltakarják. Az emeleti rész közepén vakolatkváderes rizalit található. Az erkélyajtó előtt két volutás konzol által tartott erkély van, korlátja míves kovácsoltvas munka. Az erkélyajtó fölött körszeletíves, a szélső ablakok timpanonos szemöldökpárkány van. A középrizalitot felül timpanon zárja, benne kimérák által közrefogott ovális pajzzsal. A koronázópárkány fogasléces álkonzolos kialakítású, alatta puttófejes-kártusos, füzérdíszű attika húzódik. Az épület viszonylag jól átvészelte a felépítése óta eltelt időszakot, és 2005-ben homlokzatfelújítást hajtottak végre rajta. A Corvin utca kiszélesítése miatt 1980 körül a Széchenyi utca 64–68. számú épületek déli szárnyainak egy részét lebontották, így az udvarok dél felé megnyíltak, ami befejezetlen, rendezetlen képet mutat a Szinva felől. A részben szabaddá vált területen autóparkoló működik. A 66. szám épületrészei egyenlőtlen szárú U alakot formáznak, a keleti szárnyhoz még egy földszintes toldaléképület is csatlakozik. Az állapot építészeti megoldása elkerülhetetlen.

## Képek

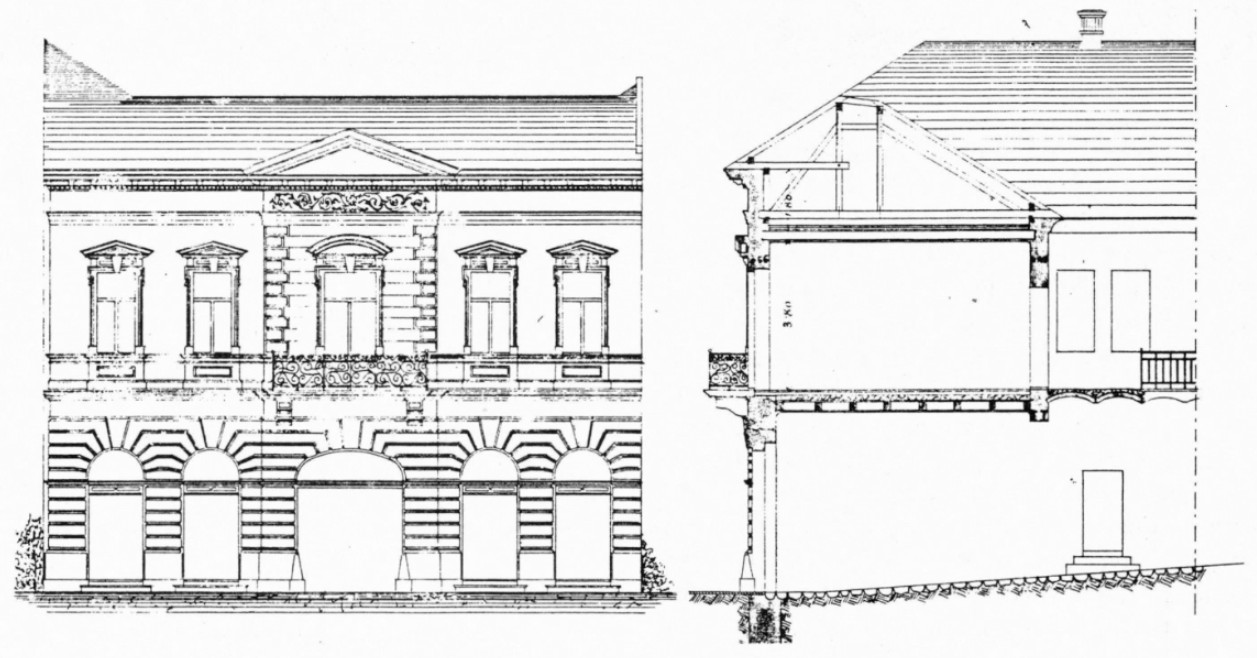
A ház tervének részlete, 1892
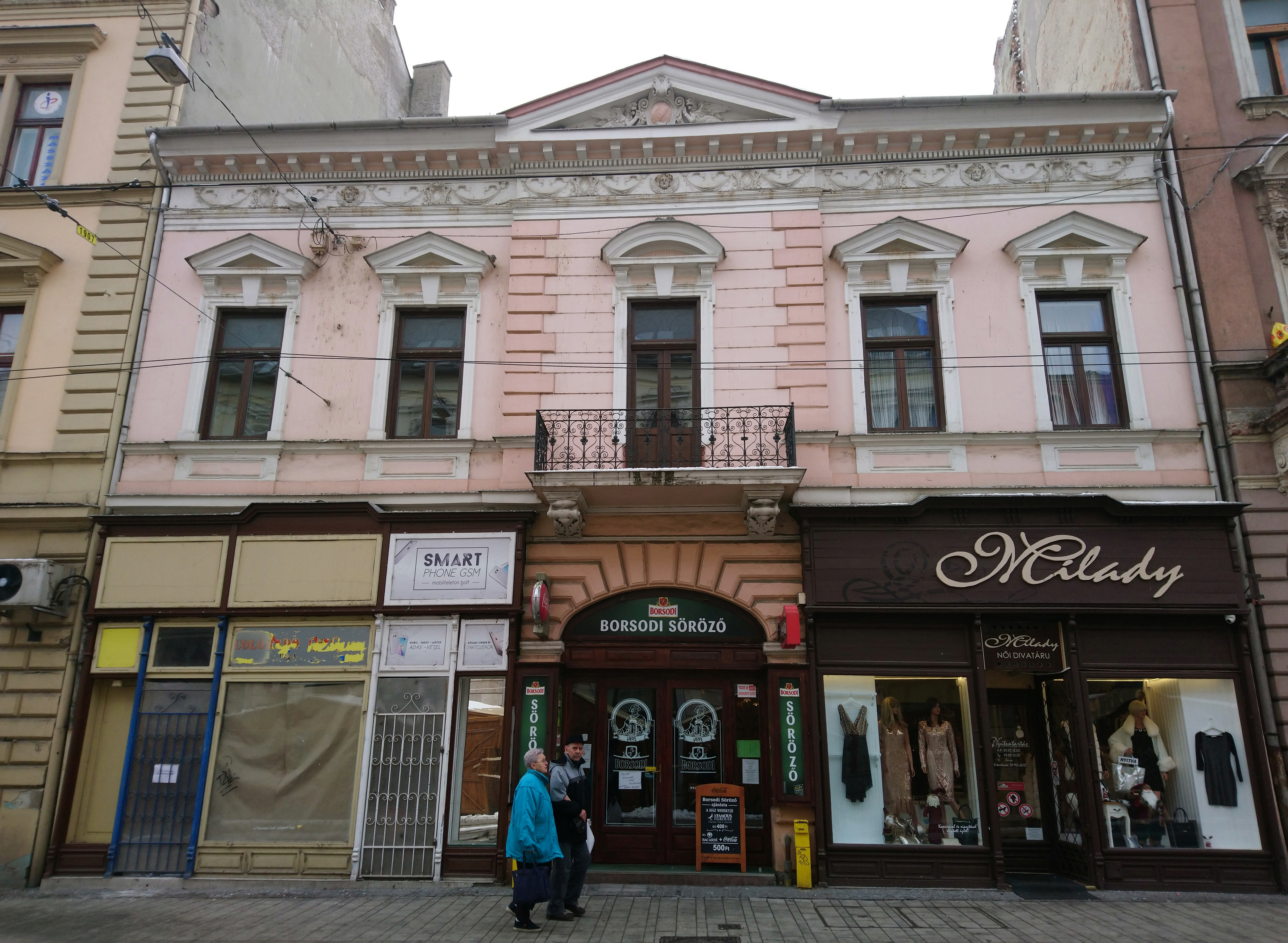
Az épület 2018 végén
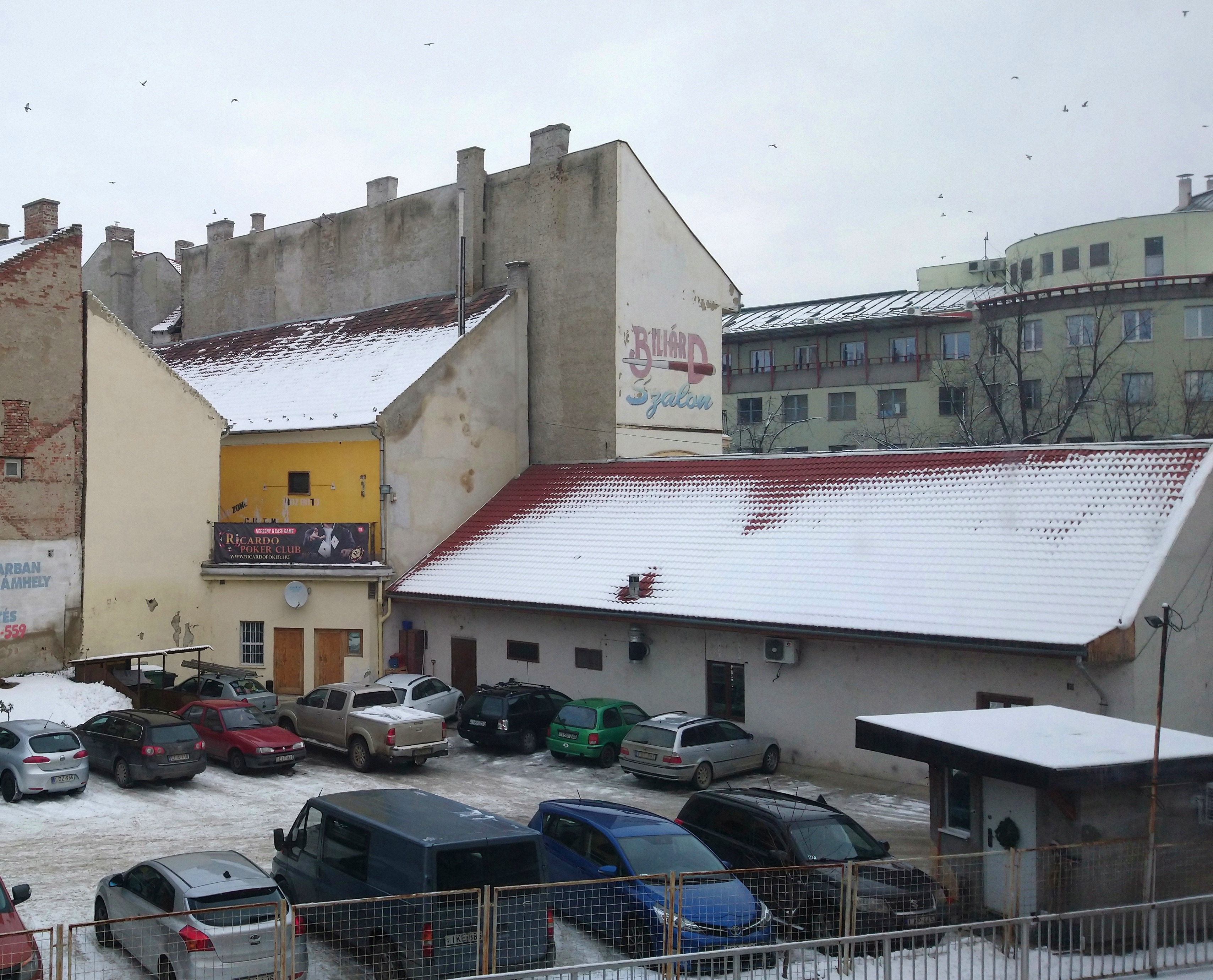
A déli épületszárnyak